# Kelly Jones (muzikant)
Kelly Jones (Cwmaman, 3 juni 1974) is een Welsh singer-songwriter. Hij is leadgitarist en leadzanger van de band Stereophonics.
Jones woonde in het dorp Cwmaman, bij Aberdare. Hij studeerde aan een filmcollege. De BBC toonde interesse in zijn werk. Jones heeft in zijn jonge jaren ook gebokst en was in zijn jeugd succesvol. Zijn jeugd beïnvloedde het debuutalbum van de Stereophonics, inclusief zijn ervaringen als marktkoopman. Dit is onder andere terug te vinden in de teksten van More Life in a Tramps Vest, van het eerste album, dat uitkwam in 1997, Word Gets Around.
- Biblioteca Nacional de España: XX1606392
- Gemeinsame Normdatei: 135131669
- International Standard Name Identifier: 0000 0000 2000 291X
- Library of Congress Control Number: no2011019147
- MusicBrainz: 74b142d4-0cf9-41d5-9a7f-588760d24433
- Nationale Bibliotheek van Tsjechië: xx0149732
- Virtual International Authority File: 75069755
- WorldCat: E39PBJwMGHh9M4VJ9DC4H7hPwC